# Гордон, Дрю
Эндрю Эдвард Гордон (англ. Andrew Edward Gordon; 12 июля 1990, Сан-Хосе, Калифорния, США — 30 мая 2024, Портленд, Орегон, США) — американский профессиональный баскетболист, игравший на позиции тяжёлого форварда.

## Карьера
После того, как игрок не был выбран на драфте НБА 2012 года, Гордон играл за «Даллас Маверикс» в Летней лиге НБА 2012 года.
20 августа 2012 года Дрю подписал годичный контракт с клубом «Партизан» из Белграда. 26 марта 2013 года Гордон покинул клуб. За 10 матчей в Евролиге 2012/2013 он в среднем набирал 9,1 очко и совершал 7,5 подборов за матч.
3 апреля 2013 года Гордон подписал контракт с итальянским клубом «Динамо» (Сассари). «Динамо» проиграло в четвертьфинале плей-офф команде «Канту» 4–3.
В июле 2013 года Гордон присоединился в Летней лиге Орландо к клубу «Юта Джаз», а также выступал за «Сакраменто Кингз» в Летней лиге Лас-Вегаса. Позднее вновь вернулся в Европу, где подписал контракт с турецкой командой «Банвит». За пять матчей в чемпионате Турции набирал в среднем по 3,6 очка и 3 подбора за матч. 28 декабря 2013 года вернулся в «Динамо» (Сассари).
В июле 2014 года Гордон присоединился к команде «Филадельфия Севенти Сиксерс» в Летней лиге НБА 2014 года. 7 октября 2014 года подписал с «Филадельфией» контракт. Однако, уже 25 октября игрок был отчислен. 3 ноября 2014 года он получил приглашение от фарм-клуба «Делавэр Эйти Севенерс». 10 ноября «Филадельфия Севенти Сиксерс» вновь подписала игрока, а его дебют в НБА состоялся 13 ноября в матче против «Даллас Маверикс». Гордон набрал два очка и совершил пять подборов, однако его команда проиграла со счётом 70–123. 5 декабря 2014 года после девяти сыгранных матчей клуб вновь отказался от его услуг. Через пять дней  игрок вновь попал в «Делавэр».
7 августа 2015 года Гордон подписал контракт с французским клубом «Шампань Шалон-Реймс», выступавшим в профессиональной Лиге А на сезон 2015–16. За тридцать матчей в чемпионате Франции Гордон набирал в среднем 14 очков, совершал 9,6 подборов и отдавал 1,5 результативные передачи. Кроме того, на его счету 13 дабл-даблов со средним рейтингом эффективности 19,5 . По количеству подборов в среднем за матч Гордон стал вторым в Лиге А и лучшим рейтингом в сезоне 2015–16. 28 декабря 2015 года Гордон был назван "MVP de la quinzième journée", стал лучшим игроком недели в чемпионате Франции. Также Гордон попал в список приглашённых на Матч Всех Звёзд чемпионата Франции 2015 года, который проводился на АккорХотелс Арена в Париже.
30 августа 2016 года Гордон подписал контракт с литовским клубом «Летувос Ритас». В чемпионате Литвы Дрю провёл 42 игры, в среднем набирая 10,6 очка, 7,1 подбора и 1,5 передачи, а также 14 игр в Еврокубке — 12,6 очка,9,6 подбора, 1,4 передачи, 1,2 перехвата, 0,6 блок-шота.
11 июля 2017 года Гордон подписал контракт с клубом «Зенит».

## Личная жизнь
Старший брат чемпиона НБА Аарона Гордона (род. 1995), известного по выступлениям за «Орландо Мэджик» и «Денвер Наггетс».
30 мая 2024 года Дрю Гордон погиб в автомобильной аварии в Портленде, штат Орегон.

## Достижения
- Обладатель Кубка Италии: 2014
- Серебряный призёр Суперкубка Украины: 2021

## Статистика

### Статистика в НБА
| Сезон                                                                                    | Команда     | Регулярный сезон | Регулярный сезон | Регулярный сезон | Регулярный сезон | Регулярный сезон | Регулярный сезон | Регулярный сезон | Регулярный сезон | Регулярный сезон | Регулярный сезон | Регулярный сезон | Серия плей-офф | Серия плей-офф | Серия плей-офф | Серия плей-офф | Серия плей-офф | Серия плей-офф | Серия плей-офф | Серия плей-офф | Серия плей-офф | Серия плей-офф | Серия плей-офф |
| Сезон                                                                                    | Команда     | GP               | GS               | MPG              | FG%              | 3P%              | FT%              | RPG              | APG              | SPG              | BPG              | PPG              | GP             | GS             | MPG            | FG%            | 3P%            | FT%            | RPG            | APG            | SPG            | BPG            | PPG            |
| ---------------------------------------------------------------------------------------- | ----------- | ---------------- | ---------------- | ---------------- | ---------------- | ---------------- | ---------------- | ---------------- | ---------------- | ---------------- | ---------------- | ---------------- | -------------- | -------------- | -------------- | -------------- | -------------- | -------------- | -------------- | -------------- | -------------- | -------------- | -------------- |
| 2014/15                                                                                  | Филадельфия | 9                | 0                | 7,9              | 42,1             | 0,0              | 50,0             | 2,0              | 0,2              | 0,1              | 0,0              | 1,9              | Не участвовал  | Не участвовал  | Не участвовал  | Не участвовал  | Не участвовал  | Не участвовал  | Не участвовал  | Не участвовал  | Не участвовал  | Не участвовал  | Не участвовал  |
|                                                                                          | Всего       | 9                | 0                | 7,9              | 42,1             | 0,0              | 50,0             | 2,0              | 0,2              | 0,1              | 0,0              | 1,9              | Не участвовал  | Не участвовал  | Не участвовал  | Не участвовал  | Не участвовал  | Не участвовал  | Не участвовал  | Не участвовал  | Не участвовал  | Не участвовал  | Не участвовал  |
| Наведите курсор мыши на аббревиатуры в заголовке таблицы, чтобы прочесть их расшифровку. |             |                  |                  |                  |                  |                  |                  |                  |                  |                  |                  |                  |                |                |                |                |                |                |                |                |                |                |                |